# Josef Pembaur (sènior)
Josef Pembaur sènior o el Vell (Innsbruck (Austria), 23 de maig, 1848 - idem. 19 de febrer, 1923), va ser un director d'orquestra, compositor i professor de música austríac.
Fill d'un funcionari administratiu i regidor municipal va estudiar inicialment dret a la Universitat d'Innsbruck, però després es va dedicar a la música i va estudiar composició i orgue a la Universitat de Música i Art Dramàtic de Viena amb Anton Bruckner i al Conservatori de Múnic amb Josef Gabriel Rheinberger, solfeig i orgue, i també amb Giuseppe Buonamici, Franz Wüllner i Julius Hey. A Múnic va fer amistat amb Peter Cornelius.
El 1874 va succeir a Matthäus Nagiller com a director de l'Innsbruck Musikverein i va assegurar un auge en la vida musical d'Innsbruck. Pembaur va dirigir una associació orquestral que va fundar i els serveis acadèmics de l'Església dels Jesuïtes, la Societat Coral Acadèmica, l'Innsbrucker Liedertafel i el Cor del Tirol, que va recuperar el 1881. Va fundar un cor mixt per a representacions anuals d'oratoris.
A l'escola del Musikverein va ensenyar cant solista, piano, solfeig i de vegades també orgue. Entre els seus alumnes hi havia Ludwig Thuille, Vinzenz Goller, Anton Schmutzer, Hartmann von An der Lan-Hochbrunn, Josef Prantl, Martin Spörr i Josef Eduard Ploner. Va impulsar una millor paga per als professors, cosa que li va permetre atraure millors professors i augmentar la reputació de l'escola. El 1912 va aconseguir que l'associació de música, que abans havia utilitzat diverses sales inadequades, el seu propi edifici, l'actual Conservatori Estatal del Tirol.
Com a compositor, Pembaur va crear una simfonia, una òpera, oratoris, una missa alemanya i vuit llatines, un rèquiem, marxes, música de piano, música de cambra, 56 cors masculins, set cors mixtes i unes 70 cançons. Els seus cors masculins s'han interpretat no només a Europa sinó també a Amèrica. Si bé va mostrar interès per la música moderna com a director d'orquestra, com a compositor va continuar sent un post-romàntic influenciat per Robert Schumann. També va publicar una sèrie de tractats i assaigs, especialment en els informes anuals de l'escola de l'Associació de Música d'Innsbruck.

## Vida privada
Els seus fills Josef i Karl Pembaur també es van convertir en músics, el seu fill Walter es va convertir en polític.

## Honors
- Orde de la Corona de Ferro
- Títol Director acadèmic de música de la Universitat d'Innsbruck, 1883
- Creu de cavaller de l'orde de Franz Joseph, 1900[1]
- Mestre de cor honorari de l'Associació de Cant Tirolès
- Nomenament d'un carrer amb el seu nom al districte de Pradl d'Innsbruck

## Obres (selecció)
- Obertura de primavera, cap al 1880
- Al Tirol. Simfonia, op. 39, 1884
- La batalla de Berg Isel 1809, oratori, abans de 1888 (text de Bartholomäus Del Pero)
- Imatges de la vida de Walther von der Vogelweide, oratori, abans de 1888
- Deutsche Messe, op.62, abans de 1897
- Amor gitano, Òpera, 1898
- Concert per a violoncel i orquestra, op.86, cap al 1910